# Мария Доротея Австрийская
Мария Доротея Австрийская (нем. Maria Dorothea von Österreich), полное имя Мария Доротея Амалия Австрийская (нем. Maria Dorothea Amalie von Österreich; 14 июня 1867, Альшутдобоз, Транслейтания — 6 апреля 1932, Альшутдобоз, Фейер) — австрийская принцесса из венгерской ветви дома Габсбургов, урождённая эрцгерцогиня Австрийская, принцесса Чешская, Венгерская и Тосканская; в замужестве — герцогиня Орлеанская, титулярная королева Франции по версии «орлеанистов» с 1894 по 1926 год, после вдовствующая королева Франции до 1932 года.

## Биография

### Происхождение
Эрцгерцогиня Мария Доротея была вторым ребёнком и старшей дочерью эрцгерцога Иосифа Карла Австрийского и его жены принцессы Клотильды Саксен-Кобург-Готской. По отцовской линии она приходилась правнучкой Леопольду II, императору Священной Римской империи. По материнской линии была правнучкой Луи Филиппа Орлеанского, короля Франции.

### Брак и титулы
5 ноября 1896 года в Вене эрцгерцогиня Мария Доротея вышла замуж за герцога Филиппа Орлеанского, старшего сына Филиппа, графа Парижского и его жены принцессы Марии Изабеллы Орлеанской.
После нескольких лет брака отношения супругов ухудшились. Большую часть года Мария Доротея проводила в имении своей семьи в Алькшуте. Тем не менее, в 1906 году, герцог Филипп Орлеанский предпринял попытку воссоединиться с женой и отправился в Алькшут. Он надеялся убедить её переехать с ним в манор д’Анжу близ Брюсселя. Она отказалась и осталась в Алкшуте.
С 14 июня 1867 по 5 ноября 1896 года носила титул Её Императорского и Королевского Высочества, эрцгерцогини и императорской принцессы Марии Доротеи Австрийской, королевской принцессы Венгрии и Чехии.
После замужества, с 5 ноября 1896 по 28 марта 1926 года, она носила титул Её Императорского и Королевского высочества, герцогини Орлеанской, а с 28 марта 1926 по 6 апреля 1932 года — Её Императорского и Королевского высочества, вдовствующей герцогини Орлеанской.